# 630'erne
Århundreder: 6. århundrede – 7. århundrede – 8. århundrede
Årtier: 580'erne 590'erne 600'erne 610'erne 620'erne – 630'erne – 640'erne 650'erne 660'erne 670'erne 680'erne
År: 630 631 632 633 634 635 636 637 638 639